# Спирин, Геннадий Константинович
Геннадий Константинович Спирин (род. 25 декабря 1948 года) — российский художник и иллюстратор детских книг. Выпускник Суриковского художественного училища в Москве и Московского института искусств Строганова. Известен своим уникальным стилем акварельной иллюстрации. Иллюстрировал работы классических авторов, таких как Уильям Шекспир, Антон Чехов и Лев Толстой, а также детские книги современных знаменитостей. Он, пожалуй, наиболее известен на Западе своей иллюстрацией «Яков и семеро разбойников» Мадонны и «Подарка Симеона» Джули Эндрюс. Его картины маслом висят в государственных и частных галереях по всему миру. Был отмечен газетой Нью-Йорк Таймс. Его изображение «Щелкунчика» было выбрано Саксом Пятой авеню как центральное в знаменитой рождественской экспозиции магазина в 1997 и 1998 годах. После распада Советского Союза в 1992 году Спирин вместе со своей женой и сыновьями иммигрировал в Соединенные Штаты, в конечном итоге поселившись в Принстоне, штат Нью-Джерси, где он живёт и работает с тех пор.

## Рекомендации
1. 1 2  http://web.archive.org/web/20170323072900/http://jeugdliteratuur.org/auteurs/gennady-spirin
2. ↑  Gennady Spirin // Internet Speculative Fiction Database (англ.) — 1995.
3. 1 2  Gennady Spirin – Biography. Gennadyspirin.com (25 декабря 1948). Дата обращения: 29 сентября 2013. Архивировано 28 сентября 2013 года.
4. ↑  IN PERSON; The World of His Imagination - New York Times. Nytimes.com (7 декабря 1997). Дата обращения: 29 сентября 2013. Архивировано 28 сентября 2013 года.
5. ↑  Gennady Spirin,, Illustrator. Embracingthechild.org. Дата обращения: 29 сентября 2013. Архивировано из оригинала 6 мая 2012 года.

## Ссылка
- Геннадий Спирин в HarperCollins